# 陈恭尹墓
陈恭尹墓，位于中国广东省广州市天河区龙眼洞祥云岭，为广州市的一个市、县级文物保护单位，类型为古墓葬，公布时间为1983年8月。
陈恭尹墓建于清康熙三十七年（1700），民国20年（1931）重修，墓地宽5米，长8米，为传统山手形墓。安葬岭南三大家陈恭尹与其原配湛氏、继室郭氏。
2006年4月陈恭尹墓发现拆毁，由于过去没有对墓地进行过发掘，因此墓中到底有什么随葬物品、形制如何，目前已经无法弄清楚了。经过调查，发现是广州凤凰街高塘石社区清坟队在一次清理山坟的行动中拆毁。凤凰街道连同广州市文化局各有关部门决定在原址修复陈恭尹墓。因墓碑未被破坏，后来得以修复。